# Stadtbahnstrecke Wörth (Rhein)
| Streckennummer (DB): | 9498 (bis km 0,031)            |                                                                |                                                                |
| Streckennummer: | 13500 (VBK) (ab km 0,031)      |                                                                |                                                                |
| Kursbuchstrecke (DB): | 710.5                          |                                                                |                                                                |
| Streckenlänge: | 2,4 km                         |                                                                |                                                                |
| Spurweite: | 1435 mm (Normalspur)           |                                                                |                                                                |
| Stromsystem: | ab km 0,6: 750 V =             |                                                                |                                                                |
| Stromsystem: | bis km 0,6: 15 kV, 16,7 Hz ~   |                                                                |                                                                |
| Minimaler Radius: | ca. 40 m                       |                                                                |                                                                |
| Streckengeschwindigkeit: | 70 km/h                        |                                                                |                                                                |
| Zugbeeinflussung: | IMU, PZB                       |                                                                |                                                                |
| Zweigleisigkeit: | Wörth (Rhein)–Wörth Bürgerpark |                                                                |                                                                |
| |                                |                                                                |                                                                |
| \| \| \| von Karlsruhe \| \| \| \| \| von Strasbourg \| \| \| \| −0,177 \| Wörth (Rhein) \| Wörth (Rhein) \| \| \| \| nach Schifferstadt \| \| \| \| \| nach Winden \| \| \| \| −0,166 \| Wörth (Rhein) AVG/DB (stadtauswärtiges Gleis) \| Wörth (Rhein) AVG/DB (stadtauswärtiges Gleis) \| \| \| \| \| \| \| \| 0,030 \| Wörth (Rhein) Alte Bahnmeisterei (bis 1998 Wörth Ludwigstraße)[1] \| Wörth (Rhein) Alte Bahnmeisterei (bis 1998 Wörth Ludwigstraße)[1] \| \| \| \| \| \| \| \| 0,031 \| Wörth (Rhein) DB/AVG (stadteinwärtiges Gleis) \| Wörth (Rhein) DB/AVG (stadteinwärtiges Gleis) \| \| \| \| Wechsel EBO/BOStrab \| \| \| \| 0,500 \| Wörth Bienwaldhalle \| Wörth Bienwaldhalle \| \| \| \| Systemwechselstelle 15 kV/750 V (seit 2003) \| \| \| \| 0,900 \| Wörth Bürgerpark \| Wörth Bürgerpark \| \| \| 1,100 \| Wörth Rathaus (bis 2003) \| Wörth Rathaus (bis 2003) \| \| \| 1,200 \| Wörth Rathaus (seit 2003) \| Wörth Rathaus (seit 2003) \| \| \| \| Tunnel (80 m) \| \| \| \| 1,800 \| Wörth Badallee \| Wörth Badallee \| \| \| 2,200 \| Wörth Badepark \| Wörth Badepark \| |                                |                                                                |                                                                |
| |                                | von Karlsruhe                                                  |                                                                |
| Abzweig geradeaus und von links |                                | von Strasbourg                                                 | von Strasbourg                                                 |
| Bahnhof | −0,177                         | Wörth (Rhein)                                                  | Wörth (Rhein)                                                  |
| Abzweig geradeaus und nach rechts |                                | nach Schifferstadt                                             | nach Schifferstadt                                             |
| Abzweig geradeaus und nach rechts |                                | nach Winden                                                    | nach Winden                                                    |
| Grenze | −0,166                         | Wörth (Rhein) AVG/DB (stadtauswärtiges Gleis)                  | Wörth (Rhein) AVG/DB (stadtauswärtiges Gleis)                  |
| |                                |                                                                |                                                                |
| Haltepunkt / Haltestelle | 0,030                          | Wörth (Rhein) Alte Bahnmeisterei (bis 1998 Wörth Ludwigstraße) | Wörth (Rhein) Alte Bahnmeisterei (bis 1998 Wörth Ludwigstraße) |
| |                                |                                                                |                                                                |
| Grenze | 0,031                          | Wörth (Rhein) DB/AVG (stadteinwärtiges Gleis)                  | Wörth (Rhein) DB/AVG (stadteinwärtiges Gleis)                  |
| Grenze mit U-Bahn |                                | Wechsel EBO/BOStrab                                            | Wechsel EBO/BOStrab                                            |
| U-Bahn-Haltepunkt / Haltestelle | 0,500                          | Wörth Bienwaldhalle                                            | Wörth Bienwaldhalle                                            |
| U-Bahn-Grenze |                                | Systemwechselstelle 15 kV/750 V (seit 2003)                    | Systemwechselstelle 15 kV/750 V (seit 2003)                    |
| U-Bahn-Bahnhof | 0,900                          | Wörth Bürgerpark                                               | Wörth Bürgerpark                                               |
| ehemaliger U-Bahn-Haltepunkt / Haltestelle | 1,100                          | Wörth Rathaus (bis 2003)                                       | Wörth Rathaus (bis 2003)                                       |
| U-Bahn-Haltepunkt / Haltestelle | 1,200                          | Wörth Rathaus (seit 2003)                                      | Wörth Rathaus (seit 2003)                                      |
| U-Bahn-Tunnel |                                | Tunnel (80 m)                                                  | Tunnel (80 m)                                                  |
| U-Bahn-Haltepunkt / Haltestelle | 1,800                          | Wörth Badallee                                                 | Wörth Badallee                                                 |
| U-Bahn-Kopfbahnhof Streckenende | 2,200                          | Wörth Badepark                                                 | Wörth Badepark                                                 |

Die Stadtbahnstrecke Wörth (Rhein) ist eine 2,4 Kilometer lange Eisenbahn-/Straßenbahn-Strecke der Albtal-Verkehrs-Gesellschaft (AVG). Sie führt vom Bahnhof Wörth (Rhein) durch das Neubaugebiet Dorschberg zur Haltestelle Wörth Badepark und wird teilweise nach der Eisenbahn-Bau- und Betriebsordnung (EBO) sowie teilweise nach der Straßenbahn-Bau- und Betriebsordnung (BOStrab) betrieben.

## Geschichte
Nachdem die Stadtbahn im Mai 1996 aus der Karlsruher Innenstadt kommend den Bahnhof von Wörth am Rhein erreicht hatte, wurde am 26. September 1997 die, zunächst durchgehend mit 15 kV Wechselspannung elektrifizierte, Erweiterung zur provisorischen Endhaltestelle Wörth Rathaus feierlich in Betrieb genommen.
Das Planfeststellungsverfahren begann im Januar 1993 und wurde im Juni 1994 in zwei Abschnitte geteilt. Die Genehmigung für den Abschnitt vom Bahnhof bis zum Rathaus erfolgte Ende 1994, für den zweiten Abschnitt nahm die AVG das Verfahren nach einer Unterbrechung 1995 wieder auf, der Planfeststellungsbeschluss erging 1999.
Im September 1996 begannen die Bauarbeiten für den Abschnitt vom Bahnhof bis zum Rathaus. Dazu entstand eine Rampe von der Bahnstrecke Winden–Karlsruhe bis zur Straße Im Bödel, ab dort verläuft die Strecke südlich der Hanns-Martin-Schleyer-Straße. Kurzfristig wurde ab Juli 1997 die Strecke bis zum Europa-Gymnasium verlängert, indem das Umsetzgleis nach Westen weitergeführt und vor der Schule eine provisorische Endhaltestelle Rathaus eingerichtet wurde.
Der Bau des Abschnitts zum Badepark begann im Januar 2001 zunächst mit dem Bau des 80 Meter langen Tunnels unter dem Gelände der Katholischen Kindertagesstätte Amadeus. Von November 2001 bis Juli 2002 fanden die Bauarbeiten in der Mozartstraße statt. Der Abschnitt parallel zur Bahnstrecke Winden–Karlsruhe entstand ab August 2002. Zum ersten Mal befuhr am 3. Juni 2003 ein Schleifwagen die Strecke.
Schon von Beginn an war geplant, die Strecke bis Badepark weiterzuführen, was zum 14. Juni 2003 verwirklicht wurde. Die neue Haltestelle Wörth Rathaus lag dabei circa 100 Meter nordwestlich. Da der neue Abschnitt zu nah an der Bebauung lag, musste aus Sicherheitsgründen noch eine Systemwechselstelle zwischen 15 kV Wechselspannung und 750 Volt Gleichspannung eingeführt werden, welche am 3. Juni 2003 in Betrieb ging. An der Endhaltestelle Wörth Badepark entstand eine neue Abstellanlage samt zweigleisiger Wagenhalle für vier Triebwagen.
Wegen der Neigungsverhältnisse und der Lage der Haltestellen liegen der Wechsel der Betriebsführung, der Oberbauform und die Systemtrennstelle nicht an einer Stelle.
Mittelfristig ist geplant, die Strecke am Badepark mit der Bahnstrecke Winden–Karlsruhe zu verknüpfen, um die S5 Richtung Kandel durchbinden zu können.

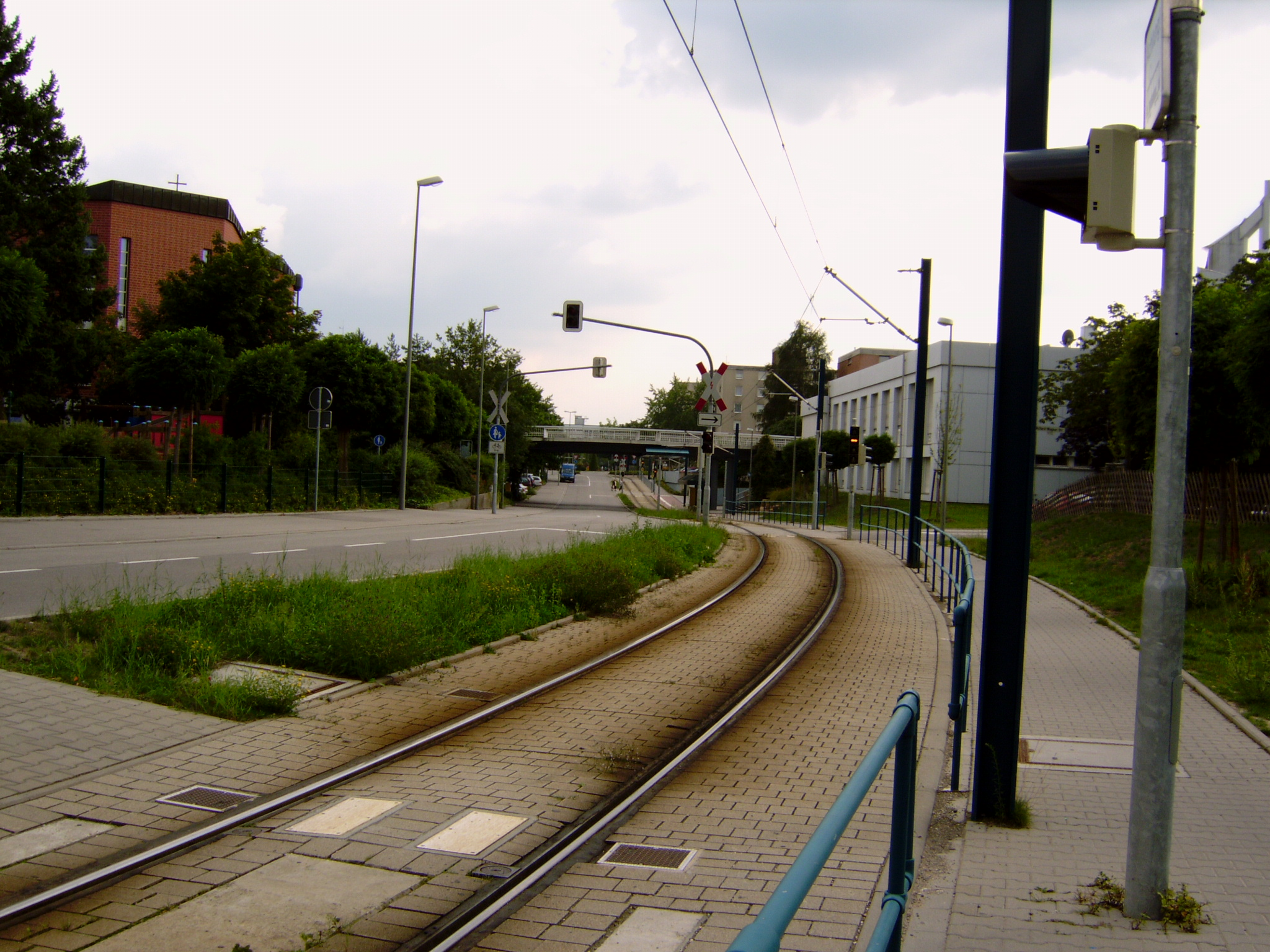
Die Strecke in der Mozartstraße, rechts unter der Brücke die Haltestelle „Wörth Rathaus“
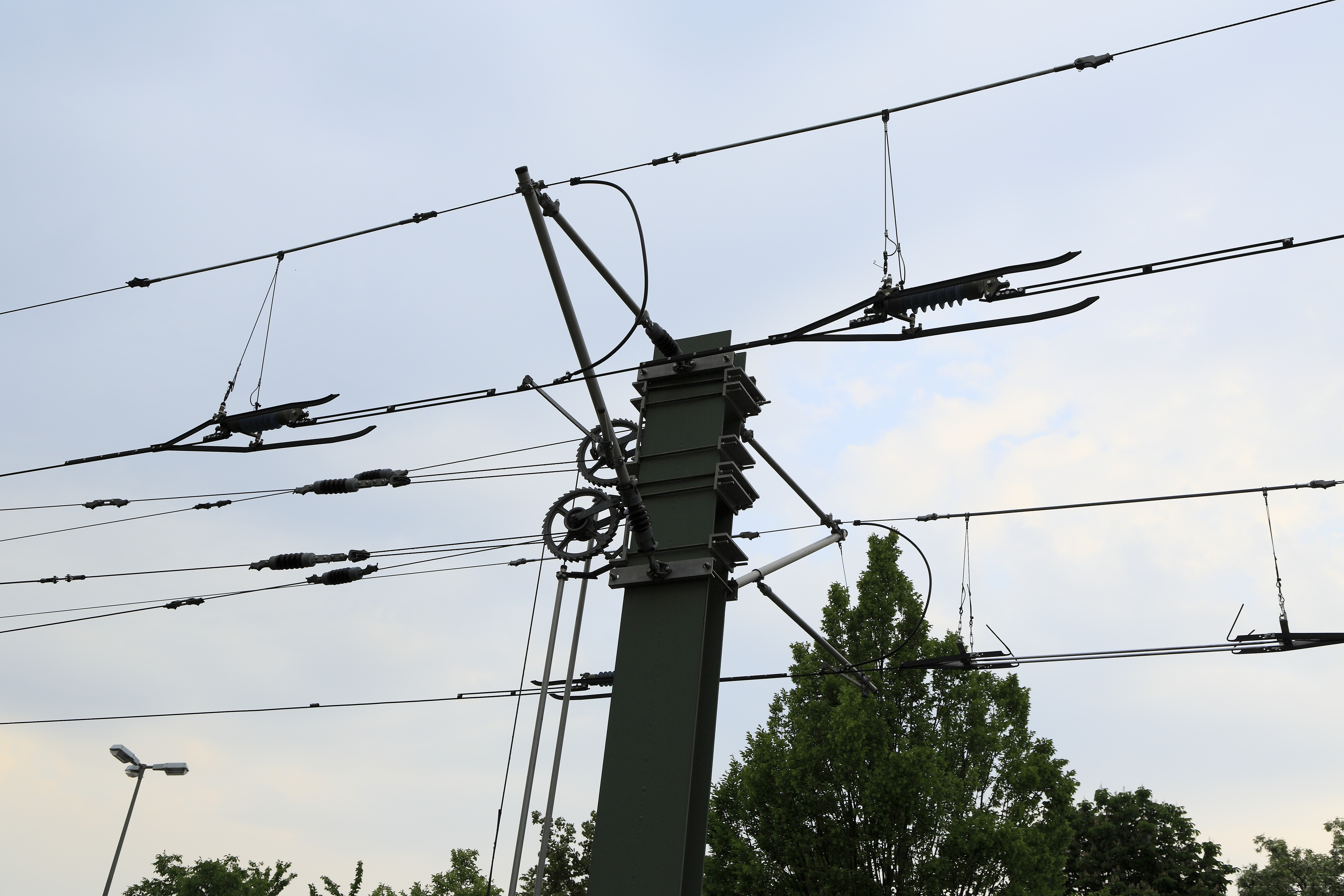
Doppelte Streckentrenner zwischen den Abschnitten mit 15 kV (rechts) und den geerdeten (links), der rechte Trenner im hinteren Gleis ist ein verlängerter mit unterbrochener Stromzufuhr. Der befahrbare Glasfiberstab ist ein Teil des neutralen Abschnittes. Die neutralen Abschnitte auf der Wechselspannungsseite sind nicht einschaltbar. Die dickeren Abschnitte in den Tragseilen über den Trennern sind ebenfalls Glasfiberstäbe.
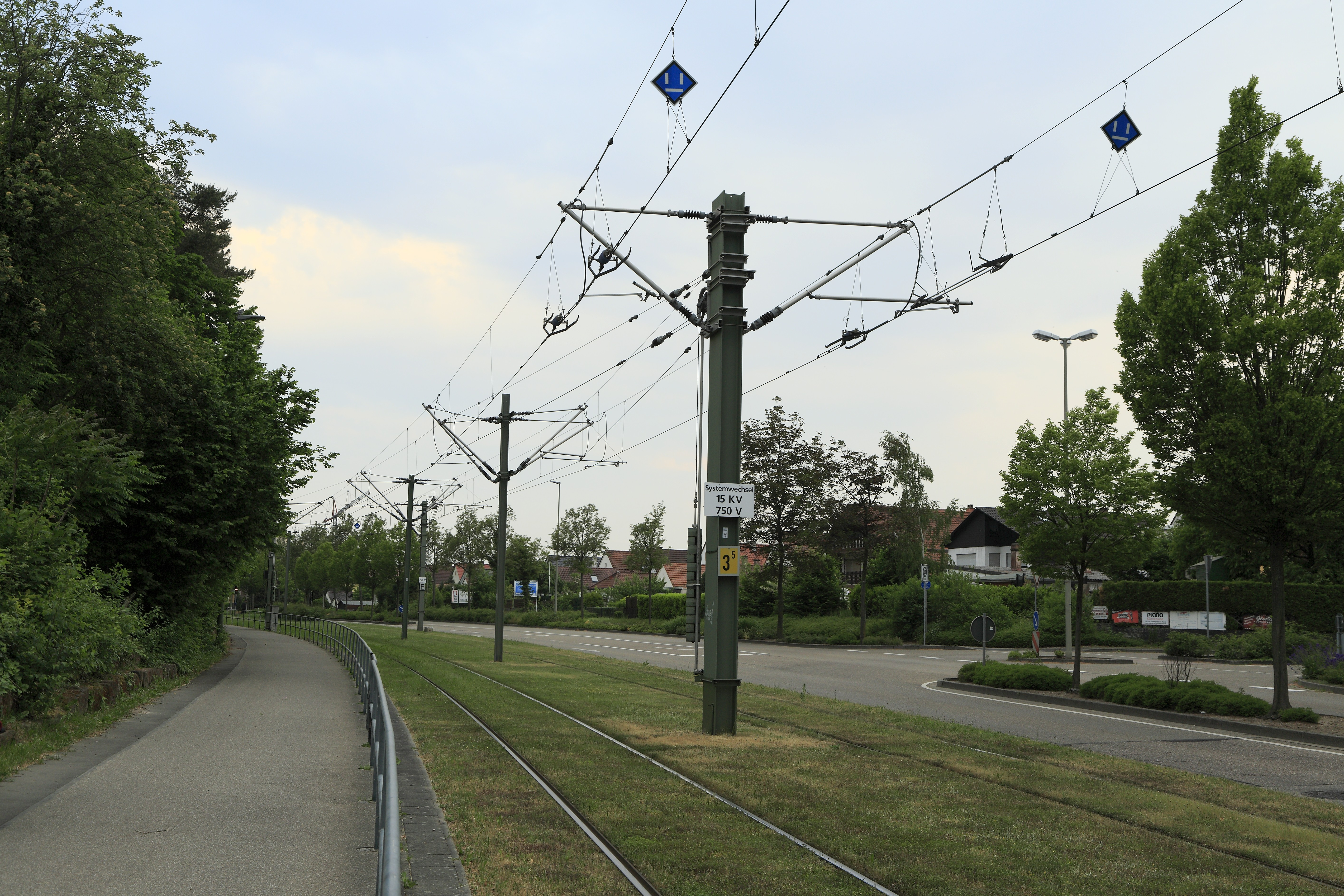
Systemtrennstelle zwischen Wörth Bienwaldhalle und Bürgerpark mit hochliegenden Rasengleisen und Straßenbahnrillenschienen
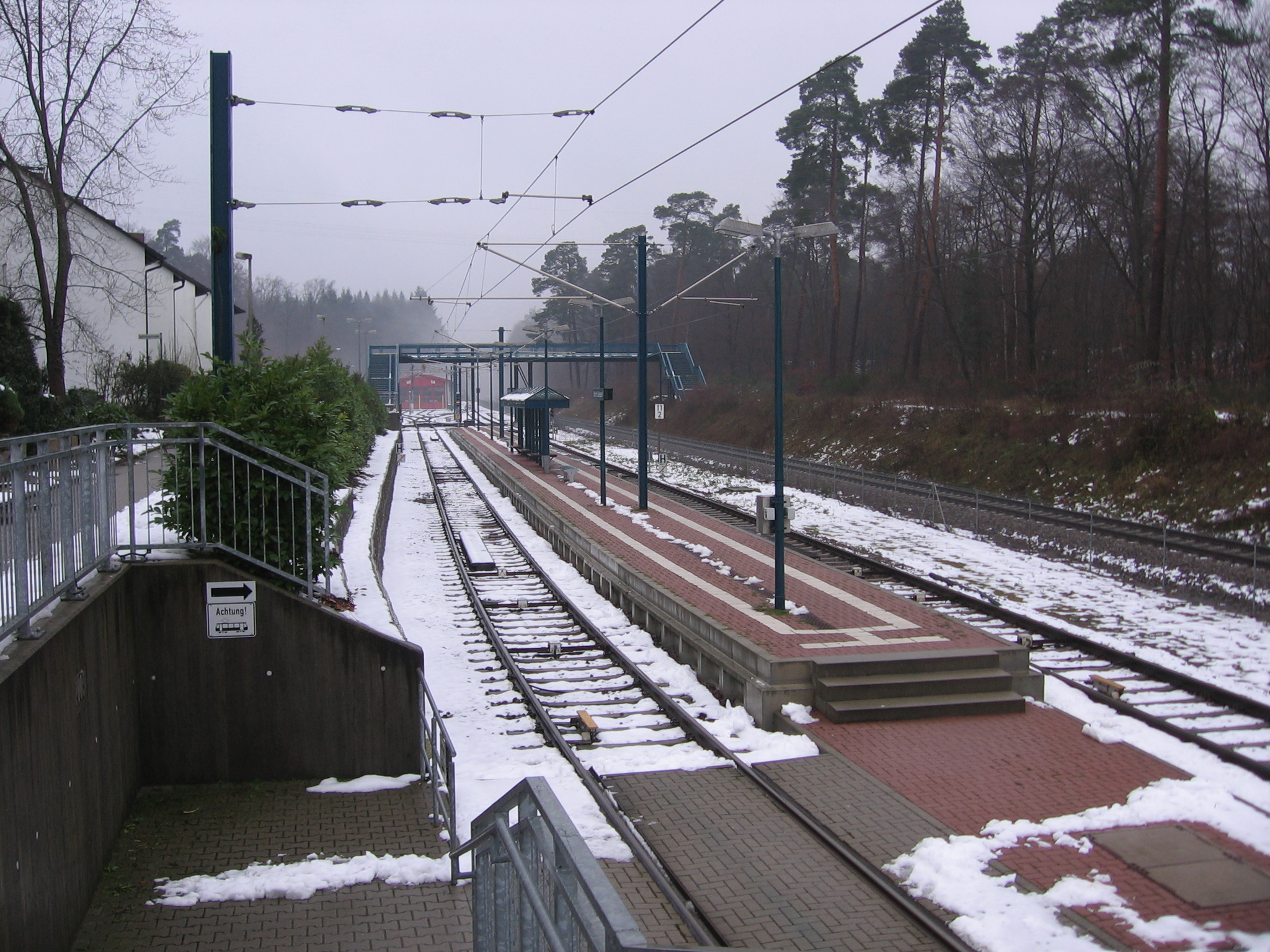
Endstation Badepark, im Hintergrund die Wagenhalle

## Betrieb

### Fahrplan
Die Strecke zum Badepark wird von der in die Stadtbahn Karlsruhe integrierten Stadtbahnlinie S5 der AVG bedient, die bis und ab Pforzheim verkehrt. Montags bis freitags besteht dabei ein 20-Minuten-Takt, an Samstagen, Sonntagen und Feiertagen ein 20/40-Minuten-Takt.

### Fahrzeugeinsatz
Auf der Strecke wurden bis zur Eröffnung des Karlsruher Stadtbahntunnels am 12. Dezember 2021 Zweisystemwagen der Typen GT8-100C/2S, GT8-100D/2S-M und ET 2010 eingesetzt. Seitdem verkehren nur noch Fahrzeuge der Typen GT8-100D/2S-M und ET 2010.